# Мастобаев, Борис Николаевич
Бори́с Никола́евич Мастоба́ев (род. 13 июня 1950, Вильнюс) — советский и российский учёный, специалист в области транспорта и хранения нефти и газа, истории нефтегазового дела, педагог. Доктор технических наук, профессор. Заведующий кафедрой «Транспорт и хранение нефти и газа» Уфимского государственного нефтяного технического университета. Почётный работник высшего профессионального образования Российской Федерации. Заслуженный деятель науки Республики Башкортостан. Лауреат двух премий Правительства Российской Федерации в области образования (2007, 2011).

## Биография

### Происхождение
Борис Николаевич Мастобаев родился 13 июня 1950 года в городе Вильнюсе Литовской ССР.
Его отец, Николай Иванович Мастобаев (1919—2013) — участник и инвалид Великой Отечественной войны. Приняв боевое крещение в Бресте, Николай Иванович был участником ряда сражений начального периода войны. В 1942 году под Одессой был тяжело ранен. Награждён орденом Отечественной войны II степени и многими медалями.
Мама Бориса Николаевича, Антонина Андреевна Мастобаева (девичья фамилия — Дубровская; 1921—2011), многие годы проработала заведующей библиотекой; она на всю жизнь привила сыну любовь к книге.
Старший брат, Владимир Николаевич Мастобаев (1942—2001), после учёбы в Башкирском государственном университете занимался инженерной диагностикой строящихся трубопроводов. Сестра, Наталья Николаевна Широкова (Мастобаева; род. 1956), окончила Уфимский авиационный институт. Домохозяйка.

### Хроника профессиональной деятельности
- 1967: окончил среднюю школу № 45 г. Уфы;
- 1967—1972: учёба в Уфимском нефтяном институте. Окончил вуз по специальности «Проектирование и эксплуатация газонефтепроводов, газонефтехранилищ и нефтебаз», квалификация — «инженер-механик».

Единственным местом работы Б. Н. Мастобаева на протяжении всей его научно-педагогической карьеры является Уфимский нефтяной институт (с 1993 — Уфимский государственный нефтяной технический университет):
- 1972—1973: старший лаборант Научно-исследовательского сектора Отраслевой лаборатории трубопроводного транспорта;
- 1973: инженер НИС ОЛТТ;
- 1973—1975: ассистент кафедры «Проектирование и эксплуатация газонефтепроводов, газохранилищ и нефтебаз»;
- 1975—1978: учился в очной аспирантуре УНИ;
- 1978—1979: младший научный сотрудник кафедры «Высшая математика»;
- 1979—1982: ассистент кафедры «Начертательная геометрия и черчение»;
- 1981: защитил диссертацию на соискание учёной степени «кандидат технических наук». Тема диссертации: «Исследование процесса парафинизации и диагностирование состояния внутренней поверхности нефтепроводов», научный руководитель — д. т. н., профессор А. К. Галлямов;
- 1981—1986: заместитель ответственного секретаря приёмной комиссии УНИ (по совместительству);
- 1982—2004: доцент кафедры «Проектирование и эксплуатация газонефтепроводов, газохранилищ и нефтебаз» (в 1983 переименована в кафедру «Транспорт и хранение нефти и газа»);
- 1986: ответственный секретарь приёмной комиссии УНИ (по совместительству);
- 1993—1996: исполнительный директор Фонда содействия развитию УГНТУ (по совместительству);
- 2003: защитил диссертацию на соискание учёной степени «доктор технических наук». Тема диссертации: «История применения химических реагентов и технологий в трубопроводном транспорте нефти и нефтепродуктов», научный консультант — д. т. н., профессор А. М. Шаммазов;[1]
- с 2004: профессор кафедры «Транспорт и хранение нефти и газа»;
- 2005: утверждён в учёном звании «профессор»;
- с 2014: заведующий кафедрой «Транспорт и хранение нефти и газа» Уфимского государственного нефтяного технического университета.

## Научная, педагогическая и организаторская деятельность
Область научных интересов профессора Б. Н. Мастобаева — исследование процесса парафинизации магистральных нефтепроводов, применение химических реагентов в трубопроводном транспорте, транспорт нефти и газа с морских месторождений.
Профессор Б. Н. Мастобаев, наряду с профессорами Д. Л. Рахманкуловым и Э. М. Мовсумзаде, — один из организаторов научной школы УГНТУ по истории науки и техники нефтегазовой отрасли в России и за рубежом. Во многих трудах Бориса Николаевича и его учеников исследования этой научной школы ведутся на стыке с другими научными направлениями, прежде всего — в области трубопроводного транспорта и нефтехимии. На основании объёмного исторического анализа рассматриваются перспективы и даются прогнозы развития отрасли, с учётом уровня достижений фундаментальной и прикладной науки и техники.

Встреча с коллегами в Австрии. Слева направо: проф. Борис Мастобаев, его аспирант Михаил Павлов, профессор Герберт Хофштаттер, ректор Горного университета г. Леобен проф. Вильфрид Айхлзедер, бывший министр нефти Анголы и вице-президент ОПЕК Дезидерио Кошта с сыном, руководитель нефтехимической компании Петер Шпенгер (Швейцария). 2015 год

Во время работы в должности исполнительного директора Фонда содействия развитию УГНТУ, созданного руководителями предприятий нефтегазовой и нефтехимической промышленности Башкортостана и России, Б. Н. Мастобаев активно участвовал в развитии учебной и научной деятельности вуза. В частности, при его участии были заключены соглашения о сотрудничестве с Мишкольцким техническим университетом (Венгрия) и Леобенским техническим университетом (Австрия), с техническими вузами Вьетнама и Чехии, организованы стажировки преподавателей и сотрудников УГНТУ за рубежом.

«Такая широкая международная деятельность вуза и подготовила почву для проведения исследований в области морской нефти, позволив детально изучить зарубежный опыт. Премия (Правительства Российской Федерации 2011 года), образно говоря, только верхушка айсберга, за которой скрыты десятилетия незаметной работы… Уже четвертому выпуску наряду с дипломом УГНТУ мы выдаём диплом Французского института нефти, с которым можно работать в любой зарубежной компании. И если о необходимости интеграции российских вузов в мировое образовательное пространство заговорили только сейчас, Уфимский нефтяной в этом пространстве находится уже четверть века».— Из интервью профессоров А. М. Шаммазова, Б. Н. Мастобаева и Э. М. Мовсумзаде.
За годы научно-педагогической деятельности профессор Б. Н. Мастобаев подготовил 22 кандидата наук. Он — председатель специализированного диссертационного совета по защите кандидатских и докторских диссертаций Д 212.289.01 Уфимского государственного нефтяного технического университета. Член Учёного совета Факультет трубопроводного транспорта УГНТУ. Член редакционных коллегий журналов «Транспорт и хранение нефтепродуктов и углеводородного сырья» (г. Москва) и «Нефтегазовое дело».

## Признание
- 2000: почётное звание «Почётный работник высшего профессионального образования Российской Федерации»;
- 2007: лауреат премии Правительства Российской Федерации в области образования — за учебно-методический комплект «Цикл дисциплин для гуманитаризации инженерно-технического образования в нефтяных вузах» для образовательных учреждений высшего профессионального образования;[4]
- 2011: лауреат премии Правительства Российской Федерации в области образования — за научно-практическое исследование «Морская нефть».[5]

«Работа под названием „Морская нефть“ — логическое продолжение первого нашего труда, который тоже создавался под эгидой Уфимского нефтяного, собрал почти тот же коллектив авторов и получил… ту же премию. Под гуманитаризацией образования мы понимаем, что любой технический вопрос следует рассматривать в единстве с историей и философией проблемы… Этот принцип и нашел воплощение в проекте „Морская нефть“, заложившем базу для подготовки специалистов данного профиля в нефтегазовых вузах».— Член-корреспондент РАО Э. М. Мовсумзаде.

«Премия (Правительства Российской Федерации в области образования), полученная нами в 2007 году, стала первой в истории нашего университета, а чтобы один и тот же коллектив удостоился её дважды — таких примеров единицы во всей стране».— Профессор Б. Н. Мастобаев.
- 2011: почётное звание «Заслуженный деятель науки Республики Башкортостан» — за большие достижения в научной деятельности и многолетний добросовестный труд в системе высшего профессионального образования.[6]

## Список наиболее известных научных трудов
Профессор Б. Н. Мастобаев — автор 27 учебников, учебных пособий и научных монографий, более 250 научных статей и докладов, опубликованных в научных изданиях СССР, России, Венгрии, Чехии, Финляндии, Испании. Среди его наиболее известных научных работ:

### Учебники, учебные пособия, научные монографии
1. Применение химических реагентов в области добычи и транспорта нефти / Д. Л. Рахманкулов, С. С. Злотский, В. И. Мархасин, О. В. Пешкин, В. Я. Щекотурова, Б. Н. Мастобаев. — Москва, Химия, 1987. — 144 с.;
2. Die Entwicklung der Erdolindustrie in der Sowjetunion / A. Shammazov, B. Mastobaev, M. Kouba. — Wien, 1997. — 116 с.;
3. Очерки по истории нефтяной индустрии СССР / А. М. Шаммазов, Б. Н. Мастобаев; Уфим. гос. нефтяной техн. ун-т. — Уфа, Изд-во УГНТУ, 1999. — 128 с. — ISBN 5-7831-0241-5;
4. История развития нефтегазовой промышленности : Конспект лекций / А. М. Шаммазов, Б. Н. Мастобаев, Р. Н. Бахтизин, Э. М. Мовсумзаде. — Уфа, Изд-во Фонда содействия развитию научных исследований, 1999. — 188 с.;
5. История развития трубопроводного транспорта нефти и нефтепродуктов / Б. Н. Мастобаев, Р. Н. Бахтизин, А. Е. Сощенко, Т. В. Дмитриева. — Уфа, Изд-во Фонда содействия развитию научных исследований, 1999. — 60 с.;
6. Эксплуатация насосных станций : Учеб. пособие / Б. Н. Мастобаев, И. М. Руфанова; Уф. гос. нефтяной техн. ун-т. — Уфа, Уф. гос. нефтяной техн. ун-т, 2000. — 135 с. — ISBN 5-7831-0308-X;
7. История нефтегазового дела России : Учебник для подготовки бакалавров и магистров по направлению 553600 «Нефтегазовое дело» и для подготовки дипломированных специалистов по направлению 650700 «Нефтегазовое дело» / А. М. Шаммазов, Р. Н. Бахтизин, Б. Н. Мастобаев, Э. М. Мовсумзаде, А. И. Владимиров, А. Л. Лапидус, Н. Н. Карнаухов, Н. Д. Цхадая. — Москва, Химия, 2001. — 315 с. — ISBN 5-7245-1176-2;
8. Химические средства и технологии в трубопроводном транспорте нефти / Б. Н. Мастобаев, А. М. Шаммазов, Э. М. Мовсумзаде. — Москва, Химия, 2002. — 296 с. — ISBN 5-7245-1204-1;
9. Транспорт и хранение высоковязких нефтей и нефтепродуктов. Применение электроподогрева [Монография] / Р. Н. Бахтизин, А. К. Галлямов, Б. Н. Мастобаев, А. М. Нечваль, М. Р. Хасанов, А. Ф. Юкин. — Москва, Химия, 2004. — 196 с.;
10. Трубопроводный транспорт нефти : Учеб. для студентов вузов, обучающихся по направлению подгот. дипломир. специалиста 650700 «Нефтегазовое дело». В 2 т. / Вайншток С. М., Новоселов В. В., Прохоров А. Д., Шаммазов А. М., .., Мастобаев Б. Н. и др. / Москва, 2004. Том 2;
11. Морская нефть. Развитие технических средств и технологий [Монография] / Э. М. Мовсумзаде, Б. Н. Мастобаев, Ю. Б. Мастобаев, М. Э. Мовсумзаде; под ред. А. М. Шаммазова. — Санкт-Петербург, Недра, 2005. — 236 с.;
12. Методы и технические средства очистки нефтесодержащих сточных вод [Монография] / Соавторы: Е. В. Кузнецова, А. Ф. Туктамышев, А. С. Болгова, А. Б. Магид. — Санкт-Петербург, Недра, 2006. — 192 с.;
13. Развитие системы нефтепродуктообеспечения России : Учебное пособие для подготовки бакалавров и магистров по направлению 130500 «Нефтегазовое дело» и дипломированных специалистов специальности 130501 «Проектирование, сооружение и эксплуатация нефтегазопроводов и газонефтехранилищ» / Б. Н. Мастобаев, Н. Г. Муталлапов, А. Д. Прохоров, Г. Е. Коробков, Т. В. Дмитриева; под ред. А. М. Шаммазова. — Санкт-Петербург, Недра, 2006. — 320 с. — ISBN 5-94089-084-9;
14. Морская нефть. Трубопроводный транспорт и переработка продукции скважин [Монография] / Э. М. Мовсум-Заде, Б. Н. Мастобаев, Ю. Б. Мастобаев, М. Э. Мовсумзаде; ред. А. М. Шаммазов. — Санкт-Петербург, Недра, 2006. — 192 с.;
15. Развитие системы нефтепродуктообеспечения Западной Европы [Монография] / Соавторы: Э. М. Мовсумзаде, А. М. Сыркин, Д. М. Брегман. — Санкт-Петербург, Недра, 2007. — 208 с.;
16. Производство, хранение и транспорт сжиженного природного газа [Монография] / Соавторы: А. М. Шаммазов, Р. К. Терегулов, Г. Е. Коробков. — Санкт-Петербург, Недра, 2007. — 152 с.;
17. Морская нефть. Развитие технических средств для освоения морских арктических месторождений нефти и газа. Переработка продукции скважин [Монография] / Э. М. Мовсумзадэ, Б. Н. Мастобаев, Ю. Б. Мастобаев, М. Э. Мовсумзадэ; под ред. А. М. Шаммазова. — Санкт-Петербург, Недра, 2008. — 304 с.;
18. Основы технической диагностики трубопроводных систем нефти и газа : Учебник для подготовки бакалавров и магистров по направлению 130500 «Нефтегазовое дело» и дипломированных специалистов по специальности 130501 «Проектирование, сооружение и эксплуатация нефтегазопроводов и газонефтехранилищ» / А. М. Шаммазов, Б. Н. Мастобаев, А. Е. Сощенко, Г. Е. Коробков, В. М. Писаревский. — Санкт-Петербург, Недра, 2009. — 512 с.;
19. Основы технической диагностики трубопроводных систем нефти и нефтепродуктов : Учебное пособие / А. М. Шаммазов, Б. Н. Мастобаев, А. Е. Сощенко, Г. Е. Коробков, В. М. Писаревский. — Санкт-Петербург, Недра, 2010. — 428 с.;
20. Борьба с отложениями в нефтяных емкостях : Учебное пособие / О. В. Кононов, Б. Н. Мастобаев, В. Ф. Галиакбаров; М-во образования и науки Российской Федерации, Федеральное агентство по образованию, Гос. образовательное учреждение высш. проф. образования «Уфимский гос. нефтяной технический ун-т». — Уфа, Реактив, 2010. — 38 с. — ISBN 978-5-88333-145-8;
21. Техническая диагностика объектов транспорта нефти и нефтепродуктов [Монография] / Ю. В. Лисин, А. М. Шаммазов, Б. Н. Мастобаев, А. Е. Сощенко. — Санкт-Петербург, Недра, 2011. — 488 с.;
22. Транспорт углеводородного сырья по трубопроводам из полимерных и композитных материалов / М. М. Фаттахов, Р. К. Терегулов, А. М. Шаммазов, Б. Н. Мастобаев, Э. М. Мовсум-заде. — Санкт-Петербург, Недра, 2011. — 288 с.;
23. Становление и развитие танкерного флота. Морские и речные перевозки нефти и нефтепродуктов [в 2 т.]. Т. 1. 1800—1940 гг. / Н. Я. Багаутдинов, О. А. Макаренко, Б. Н. Мастобаев, А. М. Шаммазов. — Санкт-Петербург, Недра, 2011. — 480 с.;
24. Ресурсосберегающие технологии и экологическая безопасность на магистральных нефтепроводах / Н. Я. Багаутдинов, О. А. Макаренко, Б. Н. Мастобаев, А. М. Шаммазов. — Санкт-Петербург, Недра, 2012. — 472 с.;
25. Становление и развитие танкерного флота. Морские и речные перевозки нефти и нефтепродуктов [в 2 т.]. Т. 2. 1939—2012 гг. / Н. Я. Багаутдинов, О. А. Макаренко, Б. Н. Мастобаев, А. М. Шаммазов. — Санкт-Петербург, Недра, 2012. — 476 с.;
26. Химические реагенты в трубопроводном транспорте нефти и нефтепродуктов / Ю. В. Лисин, Б. Н. Мастобаев, А. М. Шаммазов, Э. М. Мовсум-заде. — Санкт-Петербург, Недра, 2012. — 360 с.;
27. Становление и развитие танкерного флота: морские перевозки сжиженного и компримированного газов. Том 3 / Соавторы: Н. Я. Багаутдинов, О. А. Макаренко, Б. Н. Мастобаев, А. М. Шаммазов. — Санкт-Петербург, Недра, 2013. — 397 с.;
28. Нефтегазовое дело [Учебное пособие в 6 т.]. Т. 5. Транспорт и хранение нефти и газа / Б. Н. Мастобаев, А. М. Нечваль, Г. Е. Коробков, М. М. Гареев; под ред. А. М. Шаммазова. М-во образования и науки Российской Федерации, Федеральное гос. бюджетное образовательное учреждение высш. проф. образования «Уфимский гос. нефтяной технический ун-т», Ин-т доп. проф. образования. — Санкт-Петербург, Недра, 2013. — 328 с. — ISBN 978-5-905153-35-3;
29. Диагностика оборудования насосных и компрессорных станций : электронный учебно-методический комплекс / Б. Н. Мастобаев, Г. Е Коробков, Р. М. Каримов, Р. М. Жиганнуров; Федеральное гос. бюджетное образовательное учреждение высш. проф. образования «Уфимский гос. нефтяной технический ун-т», Структурное подразделение «Ин-т доп. проф. образования». — Уфа, ФГБОУ ВПО «УГНТУ» : ССП УГНТУ «ИДПО», 2013. — 1 электрон. опт. диск (СD-ROM);
30. Транспорт и хранение высоких нефтей / Ты Тхань Нгиа, Р. Н. Бахтизин, М. М. Велиев, Б. Н. Мастобаев, Ле Вьет, Э. М. Мовсум-заде, Р. М. Каримов. — Санкт-Петербург, Недра, 2015. — 544 с. — ISBN 978-5-905153-62-0.

### Статьи
1. Определение коэффициента молекулярной диффузии при расчетах процесса отмывки нефтепроводов различными растворителями // Е. А. Арменский, Б. Н. Мастобаев. — Транспорт и хранение нефтепродуктов и углеводородного сырья, 1975, № 11. — С. 5—6;
2. К вопросу отмывки пристенных парафино-смолистых отложений // Е. А. Арменский, Б. Н. Мастобаев. — Транспорт и хранение нефтепродуктов и углеводородного сырья, 1976, № 3. — С. 5—7;
3. Определение радиуса «живого» сечения запарафиненого трубопровода // Б. Н. Мастобаев, Е. А. Арменский, Р. Г. Гимаев. — Нефтяное хозяйство, 1980, № 1. — С. 51;
4. Влияние асфальто-смолистых веществ на процесс парафинизации трубопроводов // Б. Н. Мастобаев, Р. Я. Хайбуллин, Е. А. Арменский. — Транспорт и хранение нефти и нефтепродуктов, 1981, № 8. — С. 9—11;
5. Исследование влияния асфальто-смолистых веществ на интенсивность запарафинивания магистральных нефтепроводов // А. К. Галлямов, Б. Н. Мастобаев, А. Ф. Юкин. — Нефтяное хозяйство, 1983, № 3. — С. 42—43;
6. Экспериментальное исследование влияния асфальто-смолистых веществ на процесс заполнения трубопроводов // Б. Н. Мастобаев, Р. Я. Хайбуллин. — Экспресс-информация «Нефтепромысловое дело и транспорт нефти», 1985, № 10. — С. 1—3;
7. Использование гибких электронагревательных лент для разогрева нефтепродуктов в железнодорожных цистернах // А. К. Галлямов, А. Ф. Юкин, Б. Н. Мастобаев, Д. И. Муталов. — Транспорт и хранение нефтепродуктов и углеводородного сырья, 1988, № 3. — С. 19;
8. Применение высокомолекулярных добавок для повышения эффективности работы нефтепроводов // В. Ф. Новоселов, Б. Н. Мастобаев. — Доклад на симпозиуме по геохимическим и физико-химическим вопросам разведки и добычи нефти и газа. — Сольнок (Венгрия), том III, 1988. — С. 338—343;
9. Удаление парафино-смолистых отложений из труб с использованием растворителей // Б. Н. Мастобаев. — Тез. докл. Республ. конф. «Применение реагентов в процессах добычи нефти и газа и их получение на базе нефтескладского сырья». — Уфа, 1989. — С. 43—44;
10. Особенности применения химических реагентов для предотвращения и удаления АСПО при совместной добыче газоконденсатной смеси и эксплуатации нефтепроводов // А. И. Пономарев, Б. Н. Мастобаев. — Доклад на III симпозиуме по горной химии. — Шиофок (Венгрия), 1990. — С. 51—56;
11. Разогрев нефтепровода с застывшей нефтью // Ш. Г. Гатауллин, М. Э. Рахимов, Б. Н. Мастобаев. — Нефтяное хозяйство, 1990, № 8. — С. 61;
12. Применение растворителей для удаления нефтеотходов из прудов-шламонакопителей // Б. Н. Мастобаев, В. Ф. Новоселов, В. Н. Муфтахова. — Транспорт и хранение нефтепродуктов и углеводородного сырья, 1992, № 9. — С. 14—17;
13. OLD oil removal out of the oil pools and ponds-sludge accumulators // А. М. Шаммазов, Б. Н. Мастобаев, А. А. Локшин. — 5th Symposium on Mining Chemistry. — Istambul, 1995. — С. 341—351;
14. Исследование нефтепродуктов в прудах-шламонакопителях НПС и разработка методов их удаления // А. М. Шаммазов, Б. Н. Мастобаев, А. А. Локшин. — Известия ВУЗов «Нефть и газ» (Баку), 1996, № 1—2. — С. 63—66;
15. Д. И. Менделеев — один из основателей нефтяного дела // И. М. Мовсумзаде, Б. Н. Мастобаев, И. В. Дюмаева. — Башкирский химический журнал, 1997, том 4, № 1. — С. 87—88;
16. Не башней единой славен // А. М. Шаммазов, Б. Н. Мастобаев, И. М. Мовсумзаде. — Нефть России, 1997, № 3. — С. 55—56;
17. Не одной таблицей славен // А. М. Шаммазов, Б. Н. Мастобаев, И. М. Мовсумзаде. — Нефть России, 1997, № 10. — С. 56—57;
18. Удаление вязких нефтепродуктов из прудов-шламонакопителей после их длительного хранения // Б. Н. Мастобаев, А. А. Локшин, В. Н. Муфтахова. — Транспорт и хранение нефтепродуктов и углеводородного сырья, 1997, № 10—11. — С. 15;
19. Удаление донных отложений из резервуаров с использованием растворителей // В. Н. Муфтахова, Б. Н. Мастобаев. — Межвузовский сборник «Нефть и газ» (Уфа), 1997, вып. 1. — С. 177—179;
20. Технология очистки прудов-шламонакопителей в процессе эксплуатации // Б. Н. Мастобаев, В. Рогович, Р. Ф. Бикметов, И. Ш. Ахметшин. — Доклад на научно-технической конференции «Проблемы нефтегазового комплекса России». — 1998. — С. 77;
21. История применения химических реагентов и их использование в подводных газо- и нефтепроводах // Р. Н. Бахтизин, Б. Н. Мастобаев, Т. В. Дмитриева. — В кн. «Проблемы эксплуатации шельфовых месторождений». — Уфа, 1999. — С. 3—14;
22. Первый опыт использования химических реагентов (ПАВ) для транспорта высоковязких и высокозастывающих нефтей и нефтепродуктов // Э. М. Мовсумзаде, Б. Н. Мастобаев, Т. В. Дмитриева. — Транспорт и хранение нефтепродуктов, 1999, № 12. — С. 9—12;
23. Применение химических реагентов в области транспорта и хранения нефти и нефтепродуктов // Т. В. Дмитриева, Б. Н. Мастобаев. — В кн. «Проблемы нефтегазового комплекса в условиях становления рыночных отношений». — Уфа, 1999, вып. 2. — С. 219—228;
24. Применение химреагентов для совершенствования транспорта нефти и нефтепродуктов по трубопроводам // Б. Н. Мастобаев, Т. В. Дмитриева. — Башкирский химический журнал, 1999, т. 6, № 4. — С.51—53;
25. Депрессорные присадки для трубопроводного транспорта высокопарафинистых нефтей и тяжелых нефтепродуктов // Б. Н. Мастобаев, Т. В. Дмитриева, Э. М. Мовсумзаде. — Транспорт и хранение нефтепродуктов и углеводородного сырья, 2000, № 5. — С. 16—20;
26. Использование присадок в трубопроводном транспорте нефти // Т. В. Дмитриева, Б. Н. Мастобаев. — Реактив-2000: Тез. докл. XIII Междунар. науч.-техн. конф. «Химические реактивы, реагенты и процессы малотоннажной химии». —- Тула, Изд-во Тул. гос. пед. ун-та им. Л. Н. Толстого, 2000. — С. 282—283;
27. История создания и производства химических реагентов для трубопроводного транспорта нефти и нефтепродуктов // Б. Н. Мастобаев, Т. В. Дмитриева, Э. М. Мовсумзаде. — Нефтяное хозяйство, 2000, № 11. — С. 107—108;
28. Некоторые химические препараты для подготовки нефти к переработке и транспорту // Э. М. Мовсумзаде, Б. Н. Мастобаев, С. Р. Зорина, Т. В. Дмитриева. — Нефтепереработка и нефтехимия. Научно-технические достижения и передовой опыт. — 2000, № 12. — С. 38—43;
29. Полиакриламид и его производные при транспортировке нефти и нефтепродуктов // Э. М. Мовсумзаде, Б. Н. Мастобаев, Т. В. Дмитриева. — Производство и использование эластомеров, 2000, № 2. — С.15—19;
30. Полимерные добавки для снижения сопротивления течению нефти и нефтепродуктов в трубопроводах // Э. М. Мовсумзаде, Б. Н. Мастобаев, Т. В. Дмитриева, С. Р. Зорина. — Промышленное производство и использование эластомеров, 2000, № 5. — С. 22—25;
31. Противотурбулентные присадки для снижения гидравлического сопротивления нефти // Т. В. Дмитриева, Б. Н. Мастобаев, Э. М. Мовсумзаде. — Перспективные процессы и продукты малотоннажной химии. Материалы XIII Междунар. науч.-техн. конф. «Химические реактивы, реагенты и процессы малотоннажной химии» (Реактив-2000). Вып. 3. — Тула, Изд-во Тул. гос. пед. ун-та им. Л. Н. Толстого, 2000. — С. 114—121;
32. Разработка математических моделей и технологий по очистке прудов-шламонакопителей НПС // А. М. Шаммазов, Б. Н. Мастобаев, А. А. Локшин, Р. Н. Бахтизин, Р. Р. Бикметов. — В сб. «Intellectual service for Oil and Gas industry». — Издательство УГНТУ и университета Мишкольца (Венгрия), 2000. — С. 177—181;
33. Резервуар для нефтепродуктов // В. Н. Александров, Р. Н. Бахтизин, Б. Н. Мастобаев, С. М. Файзуллин, А. М. Шаммазов. — Патент на изобретение RUS 2198125. — 14.09.2000;
34. Снижение экологического риска эксплуатации открытых емкостей при транспорте и хранении нефти и нефтепродуктов // Р. Н. Бахтизин, Б. Н. Мастобаев, Р. Ф. Бикметов, А. А. Локшин. — Башкирский экологический вестник, 2000, спец. выпуск, № 1. — С. 48—50;
35. Трубопроводный транспорт России (1860—1917) // A. M. Шаммазов, Б. Н. Мастобаев, А. Е. Сощенко. — Трубопроводный транспорт нефти, 2000, № 6. — С. 32—37;
36. Трубопроводный транспорт России (1917—1945) // A. M. Шаммазов, Б. Н. Мастобаев, Р. Н. Бахтизин, А. Е. Сощенко. — Трубопроводный транспорт и хранение нефти, 2000, № 9. — С. 33—38;
37. Укрощение строптивых факторов // Э. М. Мовсумзаде, Б. Н. Мастобаев, Т. П. Дмитриева, С. Р. Зорина. — Нефть России, 2000, № 8. — С. 61—63;
38. Химические реагенты для транспорта нефти // Т. В. Дмитриева, Б. Н. Мастобаев, С. Р. Зорина. — Реактив-2000: Тез. докл. XIII Междунар. науч.-техн. конф. «Химические реактивы, реагенты и процессы малотоннажной химии». — Тула, Изд-во Тул. гос. пед. ун-та им. Л. Н. Толстого, 2000. — С. 283—284;
39. The Development of Oil Pipeline Transport in Russia // A. M. Shammazov, A. E. Soschenko, B. N. Mastobaev, R. N. Bakhtizin. — The 27th International Committee for the History of Technology (ICOHTEC). — Praha, 2000. — С. 132;
40. Chemicals for Oil and Oil Transportation // B. N. Mastobaev, E. M. Movsumzade, T. V. Dmitrieva. — The 27th International Committee for the History of Technology (ICOHTEC). — Praha, 2000. — С. 135;
41. Использование деэмульгаторов при подготовке нефти к транспорту // С. Р. Зорина, Б. Н. Мастобаев. — Материалы II Международной научной конференции «История науки и техники-2001». — 2001. — С. 59;
42. Использование химических реагентов в трубопроводах // Б. Н. Мастобаев, Э. М. Мовсумзаде, Т. В. Дмитриева. — Материалы II Международной научной конференции «История науки и техники-2001». — 2001. — С. 75—76;
43. Применение химических реагентов для снижения интенсивности запарафинивания магистральных нефтепроводов // Б. Н. Мастобаев, Э. М. Мовсумадзе, Т. В. Дмитриева. — Нефтепереработка и нефтехимия. Научно-технические достижения и передовой опыт. — 2001, № 1. — С. 30—34;
44. Развитие методов и средств очистки магистральных трубопроводов от грязепарафиновых отложений // Б. Н. Мастобаев, Т. В. Дмитриева, Р. З. Нагаев. — Материалы II Международной научной конференции «История науки и техники-2001». — 2001. — С. 74—75;
45. Совершенствование систем предотвращения накопления донных нефтяных отложений в резервуарах большой вместимости // В. Н. Александров, В. А. Галканов, Ю. К. Кириллов, С. Н. Мальцев, Б. Н. Мастобаев, Р. Н. Бахтизин, А. А. Локшин. — Нефтяное хозяйство, 2001, № 2. — С. 70—74;
46. Трубопроводный транспорт России (1945—1991) // A. M. Шаммазов, Б. Н. Мастобаев, Р. Н. Бахтизин, А. Е. Сощенко. — Трубопроводный транспорт и хранение нефти, 2001, № 2. — С. 42—48;
47. Поверхностно-активные вещества при подготовке и транспорте нефти. // С. Р. Зорина, Б. Н. Мастобаев, Э. М. Мовсумзаде, Т. В. Дмитриева. — Химическая технология, 2002, № 4. — С. 14—19;
48. Развитие химических методов в трубопроводном транспорте нефти // Б. Н. Мастобаев. — Материалы III Международной научной конференции «История науки и техники — 2002». — Уфа, 2002. — С. 71—72;
49. The development of technologies of the diagnostics and repair of main pipelelines // R. N. Bakhtizin, B. N. Mastobaev, A. E. Soschenko. — The 29th International Committee for the History of Technology (ICOHTEC). — Granada (Spain), 2002;
50. The development of technologies of the pipeline transport of oil and oil products // B. N. Mastobaev, A. M. Shammazov. — The 29th International Committee for the History of Technology (ICOHTEC). — Granada (Spain), 2002;
51. Исследование подогрева высоковязких нефтепродуктов при использовании электронагревательных лент // Соавторы: М. Р. Хасанов, А. Ф. Юкин, А. М. Нечваль. — Новоселовские чтения. Материалы 2-й Международной научно-технической конференции. — Уфа, Изд-во УГНТУ, 2004. — С. 40;
52. Исследование процессов транспорта и хранения вязких нефтепродуктов // А. Ф. Юкин, М. Р. Хасанов, Б. Н. Мастобаев, Р. Н. Бахтизин. — Нефтяное хозяйство, 2004, № 7. — С. 110—111;
53. О проблемах загрязнения природных вод городскими и фабричными стоками (I век до н. э. — XIX век) // Соавторы: Д. Л. Рахманкулов, Е. Ф. Кузнецова. — История науки и техники, 2004, № 1. — С. 87—91;
54. Особенности железнодорожных перевозок нефтепродуктов в 1925—1930 годах // Соавторы: Т. В. Дмитриева, Р. С. Нурисламов. — Новоселовские чтения. Материалы 2-й Международной научно-технической конференции. — Уфа, Изд-во УГНТУ, 2004. — С. 38—39;
55. Первые трубопроводы для перекачки нефтепродуктов // Соавторы: Д. А. Кевлер, В. В. Драчинский. — Современные проблемы истории естествознания в области химии, химической технологии и нефтяного дела. Материалы V Международной научной конференции. — Уфа, 2004. — С. 70—71;
56. Развитие добычи нефти в море с искусственных островов // Соавторы: Ю. Б. Мастобаев, Э. М. Мовсумзаде, М. Коуба. — Материалы Новоселовских чтений, вып. 2. — Уфа, Изд-во УГНТУ, 2004. — С. 131—145;
57. Развитие дорожных транспортных средств для перевозок нефтетоплив // Соавторы: Т. В. Дмитриева, А. С. Верещагин, Р. С. Нурисламов. — История науки и техники, 2004, № 1. — С. 92—96;
58. Развитие железнодорожного транспорта нефти и нефтепродуктов в России // Соавторы: Т. В. Дмитриева, Р. С. Нурисламов. — Материалы Новоселовских чтений, вып. 2. — Уфа, Изд-во УГНТУ, 2004. — С. 119—130;
59. Развитие коммунальных и фабричных систем канализации и очистных сооружений (VI век до н. э. — начало XX века) // Д. Л. Рахманкулов, Б. Н. Мастобаев, Е. В. Кузнецова. — История науки и техники, 2004, № 4. — С. 98—104;
60. Развитие морской нефтедобычи // Соавторы: Ю. Б. Мастобаев, Э. М. Мовсумзаде. — История науки и техники, 2004, № 4. — С. 10—26;
61. Развитие основных методов и технических средств капитального ремонта магистральных трубопроводов // А. Е. Сощенко, Т. В. Дмитриева, Б. Н. Мастобаев. — Нефтегазовое дело, 2004, № 2. — С. 257—265;
62. Ретроспективный анализ методов очистки сточных вод // Соавторы: Е. В. Кузнецова, Д. Л. Рахманкулов. — История науки и техники, 2004, № 2. — С. 80—85;
63. Решение задачи оптимизации железнодорожного транспорта высоковязких нефтепродуктов при использовании электронагревательных лент // Соавторы: М. Р. Хасанов, А. Ф. Юкин, А. М. Нечваль. — Новоселовские чтения. Материалы 2-й Международной научно-технической конференции. — Уфа, Изд-во УГНТУ, 2004. — С. 41;
64. Совершенствование изоляционных покрытий магистральных нефтепроводов // Соавторы: А. Е. Сощенко, Т. В. Дмитриева. — Материалы Новоселовских чтений, вып. 2. — Уфа, Изд-во УГНТУ, 2004. — С. 115—118;
65. Транспорт газа с морских месторождений // Соавтор: Г. Г. Мазитов. — Современные проблемы истории естествознания в области химии, химической технологии и нефтяного дела. Материалы V Международной научной конференции. — Уфа, 2004. — С. 71—72;
66. Экологические проблемы нефтедобывающей и нефтеперерабатывающей отрасли. Исторический аспект // Соавтор: Е. В. Кузнецова. — Проблемы строительного комплекса России. Материалы VIII Международной научно-технической конференции. — Уфа, УГНТУ, 2004. — С. 194;
67. XX век — начало промышленной добычи нефти на шельфовых и морских месторождениях // Соавторы: Ю. Б. Мастобаев, Э. М. Мовсумзаде. — Современные проблемы истории естествознания в области химии, химической технологии и нефтяного дела. Материалы V Международной научной конференции. — Уфа, 2004. — С. 73—74;
68. History of Chemicals Application and Main Underwater Gas and Oil Pipelines // Соавторы: Ю. Б. Мастобаев, Р. Н. Бахтизин, Г. Г. Мазитов. — Intellectual service for oil and gas industry. — Ufa-Miskolc, Vol. 3, 2004. — P. 132—135;
69. The development of methods and technical means of oil production in shelf and offshore oil fields // Соавторы: Ю. Б. Мастобаев, Э. М. Мовсумзаде. — Intellectual service for oil and gas industry. — Ufa-Miskolc, Vol. 3, 2004. — P. 23—30;
70. Анализ нормативных методов расчета морских трубопроводов на прочность и устойчивость // Соавтор: А. Р. Асадуллин. — Материалы Международной учебно-научно-практической конференции «Трубопроводный транспорт». — Уфа, 2005. — С. 19—21;
71. Добыча газа и газификация в Башкортостане // Соавтор: Г. Г. Мазитов. — Материалы Международной учебно-научно-практической конференции «Трубопроводный транспорт». — Уфа, 2005. — С. 113—115;
72. Зарождение и развитие сплавных систем канализации // Соавторы: Е. В. Кузнецова, А. С. Болгова, А. Ф. Туктамышев. — Материалы Х Международной научно-технической конференции «Строительство. Коммунальное хозяйство». — Уфа, 2005. — С. 284—285;
73. Изменение функциональной деятельности трубопроводов в процессе их эксплуатации // Соавторы: Д. А. Кевлер, Д. М. Брегман. — Современные проблемы истории естествознания в области химии, химической технологии и нефтяного дела. Материалы V Международной научной конференции. — Уфа, Реактив, 2005. — С. 106—107;
74. Концентрация автозаправочных станций в Западной Европе // Соавторы: Д. М. Брегман, М. Коуба. — Материалы Международной учебно-научно-практической конференции «Трубопроводный транспорт». — Уфа, 2005. — С. 47—49;
75. Начало газификации в Башкортостане // Соавтор: Г. Г. Мазитов. — Современные проблемы истории естествознания в области химии, химической технологии и нефтяного дела. Материалы V Международной научной конференции. — Уфа, Реактив, 2005. — С. 98—99;
76. Начало добычи газа в Башкортостане // Соавтор: Г. Г. Мазитов. — Современные проблемы истории естествознания в области химии, химической технологии и нефтяного дела. Материалы V Международной научной конференции. — Уфа, Реактив, 2005. — С. 97—98;
77. Развитие природоохранной деятельности в период Петра I // Соавторы: Е. В. Кузнецова, А. С. Болгова, А. Ф. Туктамышев. — Материалы Х Международной научно-технической конференции «Строительство. Коммунальное хозяйство». — Уфа, 2005. — С. 282;
78. Развитие системы нефтепродуктоснабжения в Западной Европе // Соавторы: Д. М. Брегман, М. Коуба. — Современные проблемы истории естествознания в области химии, химической технологии и нефтяного дела. Материалы V Международной научной конференции. Уфа, Реактив, 2005. — С. 25—26;
79. Развитие технических методов диагностики трубопроводов морских месторождений нефти и газа // Соавтор: А. Р. Асадуллин. — Современные проблемы истории естествознания в области химии, химической технологии и нефтяного дела. Материалы VI Международной конференции. — Уфа, 2005. — С. 4—6;
80. Развитие транспорта сжиженного природного газа // Соавтор: Р. Ш. Ситдиков. — Современные проблемы истории естествознания в области химии, химической технологии и нефтяного дела. Материалы VI Международной научной конференции. — Том 1, вып. 5. — Уфа, Реактив, 2005. —С. 107—109;
81. Становление и развитие морской нефтедобычи во Вьетнаме // Соавторы: Нгуен Тхук Кханг, Г. В. Журавлев. — Материалы VI конгресса нефтегазопромышленников России «Проблемы и методы обеспечения надежности и безопасности систем транспорта нефти, нефтепродуктов и газа». — Уфа, 2005. — С. 332—333;
82. Химическая переработка продукции скважин в условиях морского месторождения // Соавторы: Ю. Б. Мастобаев, Э. М. Мовсумзаде. — Материалы VI конгресса нефтегазопромышленников России «Проблемы и методы обеспечения надежности и безопасности систем транспорта нефти, нефтепродуктов и газа». — Уфа, 2005. — С. 330—331;
83. Развитие производства и транспорта сжиженного природного газа // Соавтор: Р. Ш. Ситдиков. — Материалы VI Международной конференции «История науки и техники — 2005». — Т. 2, вып. 6. — Уфа, Реактив, 2006. —С. 170—183;
84. Анализ опыта разработки размывающих устройств // Соавтор: О. В. Кононов. — Материалы Международной учебно-научно-практической конференции «Трубопроводный транспорт — 2007». — Уфа, 2007. — С. 21—22;
85. Первые советские нефтеналивные суда // Соавторы: А. А. Локшина, Р. К. Терегулов. — Современные проблемы истории естествознания в области химии, химической технологии и нефтяного дела. Материалы VI Международной научной конференции. — Уфа, Реактив, 2007. — С. 56—57;
86. Развитие диагностики морских трубопроводов // Соавторы: А. Р. Асадуллин, Т. В. Дмитриева. — История науки и техники: научный журнал. —Уфа, 2007, вып. 1. — С. 111—118;
87. Развитие нефтегазодобычи в Арктике и использование наработанного опыта при освоении нефтегазовых месторождений шельфа северных морей России // Соавторы: Н. Е. Дворянинова, М. Э. Мовсумзаде. — Современные проблемы истории естествознания в области химии, химической технологии и нефтяного дела. Материалы VIII Международной научной конференции. — Уфа, Реактив, 2007. — С. 21—23;
88. Развитие технологий и технических средств прокладки морских трубопроводов // Соавторы: А. Р. Асадуллин, Н. Е. Дворянинова. — История науки и техники, Уфа, 2007, вып. 6, спец. вып. 1. — С. 116—126;
89. Становление и развитие производства синтетических моторных топлив в Западной Европе // Соавторы: Д. М. Брегман, Т. В. Дмитриева. — История науки и техники: научный журнал. — Уфа, 2007, вып. 1. — С. 105—108;
90. Трубопроводный транспорт Западной Европы — развитие и становление // Соавторы: Д. А. Кевлер, Г. Г. Мазитов. — Современные проблемы истории естествознания в области химии, химической технологии и нефтяного дела. Материалы VI Международной научной конференции. — Уфа, Реактив, 2007. — С. 48—49;
91. Construction of submarine pipelines // Соавтор: А. Р. Асадуллин. — Intellectual service for oil and gas industry. — Miskolc, 2007, vol. 4. — P. 99—106;
92. Автоматизация производственных процессов в нефтепроводном транспорте // А. Э. Караев, М. В. Лобанов, Б. Н. Мастобаев. — Транспорт и хранение нефтепродуктов и углеводородного сырья, 2008, № 1. — С. 9—13;
93. Основополагающие факторы, влияющие на образование осадков в нефтяных емкостях // Соавтор: О. В. Кононов. — Материалы IV Международной учебно-научно-практической конференции «Трубопроводный транспорт — 2008». — Уфа, 2008. — С. 65;
94. Особенности предотвращения образования асвальтосмолопарафиновых отложений и их удаление на морских трубопроводах // Соавтор: М. Е. Дмитриев. — Материалы IV Международной учебно-научно-практической конференции «Трубопроводный транспорт — 2008». — Уфа, 2008. — С. 52—53;
95. Первые танкеры специальных конструкций // Соавтор: А. А. Локшина. — Современные проблемы истории естествознания в области химии, химической технологии и нефтяного дела. Материалы IX Международной научной конференции. — Уфа, Реактив, 2008. — С. 103—106;
96. Проектирование морских трубопроводов // Н. Е. Дворянинова, М. Э. Мовсумзаде, Б. Н. Мастобаев. — Транспорт и хранение нефтепродуктов и углеводородного сырья, 2008, № 1. — С. 13—15;
97. Развитие внутритрубной диагностики. Первые отечественные разработки // Соавтор: Р. М. Жиганнуров. — Материалы IV Международной учебно-научно-практической конференции «Трубопроводный транспорт — 2008». — Уфа, 2008. — С. 55—56;
98. Развитие технологий для извлечения нефти из прудов-шламонакопителей, амбаров и ям, и возвращение её в оборот // Соавторы: А. Ф. Туктамышев, Т. В. Дмитриева. — Современные проблемы истории естествознания в области химии, химической технологии и нефтяного дела. Материалы IX Международной научной конференции. — Уфа, Реактив, 2008. — С. 122—123;
99. Развитие ультразвукового метода диагностики объектов трубопроводного транспорта // Соавтор: Р. М. Жиганнуров. — Современные проблемы истории естествознания в области химии, химической технологии и нефтяного дела. Материалы IX Международной научной конференции. — Уфа, Реактив, 2008. — С. 53—54;
100. Создание первого в Европе завода по сжижению природного газа в арктических условиях // Соавторы: Н. Е. Дворянинова, Р. К. Терегулов. — Актуальные проблемы технических, естественных и гуманитарных наук. Материалы Международной научно-технической конференции. — Уфа, Изд-во УГНТУ, 2008, вып. 3. — С. 461—465;
101. Существующий опыт разработки систем размыва и предотвращения отложений в нефтяных емкостях // О. В. Кононов, Б. Н. Мастобаев. — Транспорт и хранение нефтепродуктов и углеводородного сырья, 2008, № 2. — С. 18—20;
102. Факторы, определяющие развитие систем увеличения полезной емкости хранилищ // Соавтор: О. В. Кононов. — Материалы IV Международной учебно-научно-практической конференции «Трубопроводный транспорт — 2008». — Уфа, 2008. — С. 64;
103. Эксплуатация морских трубопроводов // Н. Е. Дворянинова, М. Э. Мовсумзаде, Б. Н. Мастобаев. — Транспорт и хранение нефтепродуктов и углеводородного сырья, 2008, № 2. — С. 3—5;
104. Исследования свойств нефтей и нефтепродуктов, находящихся в прудах-шламонакопителях нефтеперекачивающих станций с целью вовлечения их в сырьевую базу углеводородов // А. Ф. Туктамышев, Р. Ф. Бикметов, Б. Н. Мастобаев, Т. В. Дмитриева. — Башкирский химический журнал, 2009, т. 16, № 1. — С. 82—88;
105. Определение объемов и свойств донных отложений, образующихся в танках-нефтехранилищах на морских нефтепромыслах // Г. В. Журавлев, А. А. Локшин, Р. Ф. Бикметов, А. Ф. Файзуллин, А. А. Локшина, Б. Н. Мастобаев. — Транспорт и хранение нефтепродуктов и углеводородного сырья, 2009, № 2—3. — С. 28—32;
106. Развитие метода радиационной интроскопии. Первые отечественные разработки // Соавторы: Р. М. Жиганнуров, И. А. Шаммазов. — История науки и техники, 2009, № 12, спецвыпуск № 4. — С. 74—83;
107. Развитие методов и средств неразрушающего контроля магистральных трубопроводов // Р. М. Жиганнуров, И. А. Шаммазов, Б. Н. Мастобаев. — Транспорт и хранение нефтепродуктов и углеводородного сырья, 2009, № 2—3. — С. 3—9;
108. Evolution of the technologies and technical means for offshore oil and gas fields development // Соавтор: А. М. Шаммазов. — XXIII International Congress of History of Science and Technology. Ideas and Instruments in Social Context. 28 July — 2 August 2009. — Budapest, Hungary;
109. Изменение технологии перекачки нефти на нефтепроводе «Узень-Атырау-Самара» с развитием нефтетранспортной системы Западного Казахстана // Р. М. Каримов, Б. Н. Мастобаев. — Транспорт и хранение нефтепродуктов и углеводородного сырья, 2010, № 2. — С. 9—14;
110. Основные методы борьбы с асфальто-смоло-парафиновыми отложениями в нефтепроводах // Б. Н. Мастобаев, И. А. Шаммазов, И. Ш. Инграм, Г. Ф. Аминова. — Транспорт и хранение нефтепродуктов и углеводородного сырья, 2010, № 4. — С. 9—11;
111. Развитие межконтинентальных морских перевозок нефти и нефтепродуктов в XIX в. // А. И. Иванов, Т. В. Дмитриева, Б. Н. Мастобаев. Транспорт и хранение нефтепродуктов и углеводородного сырья, 2010, № 4. — С. 32—37;
112. Influence of the Economic, Political and Social Factors on the Development of the Russian Offshore Arctic Fields // Соавтор: А. М. Шаммазов. — Reusing the Industrial Past. ICONTEC, TICCIH & Worklab joint conference in Tampere, Finland, 10th — 15th of August 2010;
113. Анализ результатов экспериментальных исследований по влиянию различных факторов на процесс парафинизации магистральных нефтепроводов // М. Е. Дмитриев, Б. Н. Мастобаев, К. И. Хасанова. — Транспорт и хранение нефтепродуктов и углеводородного сырья, 2011, № 2. — С. 10—14;
114. Конструкции гибких резервуаров для хранения нефти и нефтепродуктов // А. А. Локшина, Б. Н. Мастобаев. — Транспорт и хранение нефтепродуктов и углеводородного сырья, 2011, № 2. — С. 18—22;
115. Методы удаления осадков и донных отложений из резервуаров для хранения нефти и нефтепродуктов // А. А. Локшина, Б. Н. Мастобаев. — Транспорт и хранение нефтепродуктов и углеводородного сырья, 2011, № 1. — С. 16—21;
116. Опыт применения неметаллических трубопроводов в морских условиях // Соавторы: Р. Ж. Нуржауов, Т. А. Зубаиров. — 8-й Международный молодежный нефтегазовый форум. Труды науч.-практ. конф. — Алматы, КазНТУ, 2011;
117. Развитие межконтинентальных морских перевозок нефти и нефтепродуктов в 1900—1935 гг. // А. И. Иванов, Т. В. Дмитриева, Б. Н. Мастобаев. — Транспорт и хранение нефтепродуктов и углеводородного сырья, 2011, № 1. — С. 34—41;
118. Разработка проектов по развитию трубопроводной инфраструктуры для транспортировки углеводородного сырья // Б. Н. Мастобаев, А. В. Бородин, К. Э. Лалаев. — Транспорт и хранение нефтепродуктов и углеводородного сырья, 2011, № 3. — С. 3—7;
119. Реологические особенности западноказахской нефтяной смеси // Р. М. Каримов, Б. Н. Мастобаев. — Транспорт и хранение нефтепродуктов и углеводородного сырья, 2011, № 2. — С. 3—7;
120. Реологические особенности товарных нефтей Западного Казахстана // Р. М. Каримов, Б. Н. Мастобаев. — Башкирский химический журнал, 2011, т. 18, № 4. — С. 177—181;
121. Экспериментальные исследования процесса парафинизации континентальных нефтепроводов // М. Е. Дмитриев, Б. Н. Мастобаев, К. И. Хасанова. — Транспорт и хранение нефтепродуктов и углеводородного сырья, 2011, № 1. — С. 12—15;
122. Влияние содержания парафинов, смол и асфальтенов на товарные качества нефтей // Р. М. Каримов, Б. Н. Мастобаев. — Башкирский химический журнал, 2012, т. 19, № 1. — С. 97—102;
123. Заводы по сжижению газа на Ближнем Востоке, их необходимость, развитие, характеристики // В. Ю. Дорожкин, Р. К. Терегулов, Б. Н. Мастобаев. — Транспорт и хранение нефтепродуктов и углеводородного сырья, 2012, № 3. — С. 43—48;
124. Исследование распространения ультразвука в асфальтосмолопарафиновых отложениях магистральных нефтепроводов // Ю. В. Лисин, Р. М. Жиганнуров, Б. Н. Мастобаев. — Транспорт и хранение нефтепродуктов и углеводородного сырья, 2012, № 2. — С. 7—10;
125. Новые технологии, применяемые для строительства и эксплуатации труб из неметаллических материалов в морских условиях // Т. А. Зубаиров, Р. К. Терегулов, Б. Н. Мастобаев. — Транспорт и хранение нефтепродуктов и углеводородного сырья, 2012, № 1. — С. 13—15;
126. Основные конструкции и технологии производства труб из полимерных и композиционных материалов для эксплуатации в морских условиях // Т. А. Зубаиров, Р. К. Терегулов, Б. Н. Мастобаев. — Транспорт и хранение нефтепродуктов и углеводородного сырья, 2012, № 3. — С. 25—27;
127. Особенности трубопроводного транспорта многокомпонентных нефтяных систем // Соавтор: Р. М. Каримов. — Азербайджанское нефтяное хозяйство, 2012, № 1. — С.60—64;
128. Проблемы и перспективы использования попутного нефтяного газа в России // А. В. Бородин, Б. Н. Мастобаев, К. Э Лалаев. — Транспорт и хранение нефтепродуктов и углеводородного сырья, 2012, № 1. — С. 35—40;
129. Проблемы утилизации попутного газа морских месторождений и его транспорта в виде моторных топлив // А. Р. Гимаева, Б. Н. Мастобаев. — Транспорт и хранение нефтепродуктов и углеводородного сырья, 2012, № 4. — С. 32—35;
130. Совершенствование систем мониторинга парафинизации нефтепроводов шельфовых месторождений // Б. Н. Мастобаев, М. Е. Дмитриев, К. И. Хасанова. — Наука и технологии трубопроводного транспорта нефти и нефтепродуктов, 2012, № 4. — С. 44—47;
131. Совместный транспорт высоковязких и высокозастывающих нефтей Западного Казахстана по нефтепроводу «Узень-Атырау-Самара» // Р. М. Каримов, Б. Н. Мастобаев. — Транспорт и хранение нефтепродуктов и углеводородного сырья, 2012, № 1. — С. 3—6;
132. International experience and prospects of the sea oil and gas production in Russia // Соавтор: А. М. Шаммазов. — Fuel and Energy Complex in the Arts and Social Life. — Barcelona, 14th July 2012;
133. Варианты и источники получения сжиженного нефтяного газа (СНГ) // И. И. Хасанов, Б. Н. Мастобаев; редакционная коллегия: А. М. Шаммазов (ответственный редактор) [и др.]. — Материалы IX Международной учебно-научно-практической конференции «Трубопроводный транспорт — 2013». — 2013. — С. 143—145;
134. Выработка попутных продуктов на заводах сжиженного природного газа Ближнего Востока // В. Ю. Дорожкин, Р. К. Терегулов, Б. Н. Мастобаев. — Транспорт и хранение нефтепродуктов и углеводородного сырья, 2013, № 2. — С. 29—33;
135. Изменение физико-химических свойств нефти при добыче (на примере месторождений РФ) и влияние их на процессы подготовки и транспорта // Д. А. Ковда, Б. Н. Мастобаев. — Транспорт и хранение нефтепродуктов и углеводородного сырья, 2013, № 1. — С 9—12;
136. Методы производства и транспорта диметилового эфира // А. Р. Гимаева, Б. Н. Мастобаев; редакционная коллегия: А. М. Шаммазов (ответственный редактор) [и др.]. — Материалы IX Международной учебно-научно-практической конференции «Трубопроводный транспорт — 2013». — 2013. — С. 41—42;
137. Механизмы разрушения полимерных материалов // Т. А. Зубаиров, Б. Н. Мастобаев; редакционная коллегия: А. М. Шаммазов (ответственный редактор) [и др.]. — Материалы IX Международной учебно-научно-практической конференции «Трубопроводный транспорт — 2013». — 2013. — С. 66—68;
138. Опыт применения защитных покрытий из полимерных материалов // Т. А. Зубаиров, Б. Н. Мастобаев; редакционная коллегия: Ю. Г. Матвеев (ответственный редактор) [и др.]. — 64-я научно-техническая конференция студентов, аспирантов и молодых ученых УГНТУ. Сборник материалов конференции. — 2013. — С. 25—26;
139. Повышение эффективности применения средств и методов борьбы с асфальтосмолопарафиновыми отложениями в процессе транспорта нефти по магистральным трубопроводам // М. Е. Дмитриев, К. И. Хасанова, Б. Н. Мастобаев. — Транспорт и хранение нефтепродуктов и углеводородного сырья, 2013, № 3. — С. 7—13;
140. Подготовка газа к сжижению в зависимости от его свойств на заводах сжиженного природного газа стран Ближнего Востока // В. Ю. Дорожкин, Р. К. Терегулов, Б. Н. Мастобаев. — Транспорт и хранение нефтепродуктов и углеводородного сырья, 2013, № 1. — С. 57—62;
141. Применение деэмульгаторов в процессе подготовки нефти в Республике Башкортостан для улучшения процесса транспортировки сырья // Д. А. Ковда, Б. Н. Мастобаев; редакционная коллегия: К. И. Джафаров, Ф. Н. Латыпова, Б. Н. Мастобаев, Э. М. Мовсумзаде [и др.]. — Современные проблемы истории естествознания в области химии, химической технологии и нефтяного дела. Материалы XIII Международной научной конференции. — 2013. — С. 128—130;
142. Применение ультразвука для разрушения смолисто-парафиновых отложений в трубопроводном транспорте нефти // М. В. Павлов, Б. Н. Мастобаев; редакционная коллегия: А. М. Шаммазов (ответственный редактор) [и др.]. — Материалы IX Международной учебно-научно-практической конференции «Трубопроводный транспорт — 2013». — 2013. — С. 105—106;
143. Применяемые деэмульгаторы в процессе подготовки нефти в Республике Башкортостан с целью улучшения дальнейшей транспортировки сырья // Д. А. Ковда, Б. Н. Мастобаев; редакционная коллегия: А. М. Шаммазов (ответственный редактор) [и др.]. — Материалы IX Международной учебно-научно-практической конференции «Трубопроводный транспорт — 2013». — 2013. — С. 83—85;
144. Производство и транспорт метанола с малодебитных морских месторождений // А. Р. Гимаева, Б. Н. Мастобаев; редакционная коллегия: А. М. Шаммазов (ответственный редактор) [и др.]. — Материалы IX Международной учебно-научно-практической конференции «Трубопроводный транспорт — 2013». — 2013. — С. 39-40;
145. Северные и южные заводы по сжижению природного газа. Сравнение технологий подготовки газа // В. Ю. Дорожкин, Б. Н. Мастобаев. — Башкирский химический журнал, 2013, т. 20, № 1. — С. 123—134;
146. Технологические процессы сжижения природного газа на заводах СПГ Ближнего Востока // В. Ю. Дорожкин, Р. К. Терегулов, Б. Н. Мастобаев. — Транспорт и хранение нефтепродуктов и углеводородного сырья, 2013, № 3. — С. 28—36;
147. Технологические процессы сжижения природного газа на северных заводах // А. М. Шаммазов, В. Ю. Дорожкин, Б. Н. Мастобаев, А. Р. Гимаева. — История науки и техники, 2013, № 7. — С. 48—59;
148. Факторы, вызывающие старение трубопроводных систем // Т. А. Зубаиров, Б. Н. Мастобаев; редакционная коллегия: А. М. Шаммазов (ответственный редактор) [и др.]. — Материалы IX Международной учебно-научно-практической конференции «Трубопроводный транспорт — 2013». — 2013. — С. 64—66;
149. Анализ основных нормативных документов на полимерные материалы для газопроводов // Т. А. Зубаиров, Б. Н. Мастобаев, М. М. Фаттахов. — Нефтегазохимия, 2014, № 3. — С. 25—27;
150. Изменение технологий для подготовки башкирской нефти (1950—2014 гг.) // Д. А. Ковда, Б. Н. Мастобаев. — Современные проблемы истории естествознания в области химии, химической технологии и нефтяного дела. Материалы 14-й международной научной конференции, посвященной 75-летию академика АН РБ, профессора Д. Л. Рахматуллина. — 2014. — С. 84—86;
151. Использование полимерных труб в России // Т. А. Зубаиров, Б. Н. Мастобаев. — Современные проблемы истории естествознания в области химии, химической технологии и нефтяного дела. Материалы 14-й международной научной конференции, посвященной 75-летию академика АН РБ, профессора Д. Л. Рахматуллина. — 2014. — С. 43—45;
152. Использование труб из полимерных материалов для сбора и транспорта газа на промыслах и в газовых сетях России // Т. А. Зубаиров, Б. Н. Мастобаев, М. М. Фаттахов. — Транспорт и хранение нефтепродуктов и углеводородного сырья, 2014, № 3. — С. 28—36;
153. История применения GTL-технологий на отдаленных морских месторождениях // А. Р. Гимаева, Б. Н. Мастобаев. — Современные проблемы истории естествознания в области химии, химической технологии и нефтяного дела. Материалы 14-й международной научной конференции, посвященной 75-летию академика АН РБ, профессора Д. Л. Рахматуллина. — 2014. — С. 25—27;
154. Перспективы переработки попутного нефтяного газа предприятиями ОАО «СИБУР Холдинг» // К. Э. Лалаев, Б. Н. Мастобаев, А. В. Бородин. — Нефтепереработка и нефтехимия. Научно-технические достижения и передовой опыт. — 2014, № 2. — С. 3—7;
155. Применение ультразвука для предотвращения асфальтено-смолопарафинистых отложений при транспортировке нефти по трубопроводу // Соавторы: Г. Хофштаттер, М. В. Павлов. — Socar Proceedings, 2014, № 4. — С. 35—40;
156. Применение ультразвука для разрушения асфальтосмолопарафиновых отложений в трубопроводе при транспортировке нефти // Г. Хофштаттер, М. В. Павлов, Б. Н. Мастобаев. — Транспорт и хранение нефтепродуктов и углеводородного сырья, 2014, № 3. — С. 6—9;
157. Улучшение процессов подготовки нефти на промыслах Башкирии для дальнейшей транспортировки // Д. А. Ковда; Б. Н. Мастобаев. — Транспорт и хранение нефтепродуктов и углеводородного сырья, 2014, № 1. — С. 30—33;
158. Путешествие нефти по земному шару // Э. М. Мовсумзаде, Б. Н. Мастобаев, Э. Н. Мамедъяров. — Транспорт и хранение нефтепродуктов и углеводородного сырья, 2015, № 1. — С. 42—46.

## Семья, досуг
Жена Бориса Николаевича, Татьяна Сергеевна Мастобаева (род. 1945), — инженер, окончила факультет промышленной электроники УАИ. Работала на предприятиях радиоэлектронной промышленности и в научно-исследовательских институтах (НИАТ, ВНИИСПТНефть).
Дочь, Юлия Борисовна Козлова (Мастобаева; род. 1969), окончила кафедру архитектуры факультета промышленно-гражданского строительства УНИ. Кандидат социологических наук, доцент кафедры «Политология, социология и связи с общественностью» УГНТУ. Сын, Юрий Борисович Мастобаев (1976—2007), — архитектор по образованию, кандидат технических наук. Сотрудник и соавтор Б. Н. Мастобаева по ряду научных трудов. Зять, Виктор Геннадьевич Козлов (1963—2011), — один из известных в Уфе мастеров современной архитектуры. Невестка, Наталья Евгеньевна Дворянинова (род. 1977), — архитектор по образованию, работала в АО «Лукойл».
Старший внук, Артемий Викторович Козлов (род. 1993), окончил бакалавриат и учится в магистратуре УГНТУ по направлению «Трубопроводный транспорт». Младший внук, Александр Юрьевич Мастобаев (род. 2005), учится в средней школе.

Б. Н. Мастобаев в автомобильном путешествии. Пустыня Негев, Израиль, 2013

С юности главными увлечениями Б. Н. Мастобаева были и остаются книги, музыка и автомобили. Редкое по объёму и качеству выбора домашнее собрание художественной и научной литературы содержит немалое количество томов, переплётные работы для которых (вплоть до тиснения) исполнены Борисом Николаевичем лично. В музыке Мастобаев отдаёт предпочтение джазу; его коллекция включает тысячи редких записей Л. Армстронга, Н. К. Коула, Г. Миллера, Э. Фицджеральд, Д. Эллингтона, популярных исполнителей 1950-х—1980-х годов П. Анки, Т. Джонса, Ф. Синатры, Э. Уильямса, Э. Хампердинка и других музыкантов. Борис Николаевич с детства интересуется автомобилями и профессионально в них разбирается. Уже несколько десятилетий он посвящает свободное время автомобильным путешествиям, география которых включает практически всю Россию и Европу, Ближний Восток и другие регионы.
Первый трудовой опыт Борис Мастобаев получил ещё в школьные годы: будучи старшеклассником, он в летние месяцы работал в бригаде, занимавшейся монтажом молокозаводов в Башкирской АССР. Заработки, по тем временам, даже и для взрослого были вполне приличными: в первое лето — 180 рублей, во второе — 250. В последнем случае полученная сумма позволила молодому человеку на свои деньги купить один из лучших магнитофонов советской эпохи, «Днепр».